# Kalmunai
Kalmunai (en tamil: கல்முனை ) es una ciudad de Sri Lanka en el distrito de Ampara, provincia Oriental.

## Geografía
Se encuentra a una altitud de 7 m s. n. m. a 307 km de la capital nacional, Colombo, en la zona horaria UTC +5:30.

## Demografía
Según estimación 2011 contaba con una población de 104 985 habitantes.